# 130e méridien ouest
En géographie, le 130e méridien ouest est le méridien joignant les points de la surface de la Terre dont la longitude est égale à 130° ouest.

## Géographie

### Dimensions
Comme tous les autres méridiens, la longueur du 130e méridien correspond à une demi-circonférence terrestre, soit 20 003,932 km. Au niveau de l'équateur, il est distant du méridien de Greenwich de 14 471 km,.
Avec le 50e méridien est, il forme un grand cercle passant par les pôles géographiques terrestres.

### Régions traversées
En commençant par le pôle Nord et descendant vers le sud au pôle Sud, Le 130e méridien ouest passe par:
| Coordonnées           | Pays, territoire ou mer | Notes |
| --------------------- | ----------------------- | --- |
| 90° 00′ N, 130° 00′ O | Océan Arctique          | |
| 75° 17′ N, 130° 00′ O | Mer de Beaufort         | |
| 70° 04′ N, 130° 00′ O | Canada                  | Territoires du Nord-Ouest Yukon — à partir de 63° 36′ N, 130° 00′ O Territoires du Nord-Ouest — à partir de 63° 21′ N, 130° 00′ O Yukon — à partir de 63° 12′ N, 130° 00′ O Colombie-Britannique — à partir de 60° 00′ N, 130° 00′ O |
| 55° 19′ N, 130° 00′ O | États-Unis              | Alaska — sur environ 6 km, la partie la plus orientale de l'état (dans le Monument national Misty Fiords) |
| 55° 16′ N, 130° 00′ O | Canada                  | Colombie-Britannique — continent, Île Pitt et Île Banks |
| 53° 12′ N, 130° 00′ O | Océan Pacifique         | Passe juste à l'est de l'Île Pitcairn, Îles Pitcairn (à 25° 04′ S, 130° 05′ O) |
| 60° 00′ S, 130° 00′ O | Océan Austral           | |
| 74° 19′ S, 130° 00′ O | Antarctique             | Liste des territoires non revendiqués |